# Bellona (Italia)
Bellona (AFI: /belˈlona/, Vllòn in dialetto locale, pronuncia /vəlˈlɔːnə/) è un comune italiano di 6 040 abitanti della provincia di Caserta in Campania. Forma un unico agglomerato urbano con il comune di Vitulazio.

## Geografia fisica
Situato in Terra di Lavoro, in un’area nota anticamente come Campus Stellatis, l'abitato di Bellona si sviluppa su un leggero pendio tufaceo a nord-ovest del Monte Rageto in una valle circondata da colline a nord e ad est, in posizione leggermente sopraelevata rispetto alla pianura antistante. I rilievi appartenenti al territorio comunale, da Nord a Sud, sono: Colle Santa Croce (242 m s.l.m.), Colle Monticello (170 m s.l.m.), Monte Castellone (328 m s.l.m.), Monte Grande (370 m s.l.m.), Colli delle Pianelle (206 m e 218 m s.l.m.), Monte Rageto (292 m s.l.m.) e Colle Palombara (121 m s.l.m.); questi fanno parte della catena montuosa dei Monti Trebulani. Il territorio comunale è attraversato per 5,5 km dal fiume Volturno, sulle cui sponde sorge la frazione di Triflisco che presenta varie sorgenti naturali.

## Origini del nome
Il comune deriverebbe il suo nome da un antico tempio dedicato alla dea Bellona che sorgeva sul territorio in epoca romana, in prossimità del quale si è sviluppato l’abitato. Il ritrovamento durante dei lavori agricoli di diversi tasselli e di un mosaico farebbe presupporre anche l'esistenza di un ulteriore tempio di epoca romana, dedicato a Mercurio.

## Storia
L'abitato è sorto in epoca romana intorno al III secolo a.C., durante il Medioevo è stato uno dei 36 casali di Capua. Nel XV secolo Bellona ottenne il titolo di Università, con la possibilità di governarsi da sola, ma restò un casale di Capua fino all'età napoleonica quando, nel 1806, le fu conferito il titolo di comune indipendente a tutti gli effetti.
Bellona ha seguito per circa due millenni le vicende di Capua antica e della nuova Capua e il suo territorio è stato da sempre interessato da battaglie e guerre che ne hanno profondamente segnato la storia.
Nel 305 a.C. i Sanniti attaccarono il Campus Stellatis, ovvero la fertile pianura ai piedi dei Monti Trebulani tra Bellona e Pignataro Maggiore, per sottrarre terreni a Roma nella Campania settentrionale, ma vennero respinti dall'esercito romano.
Durante la seconda guerra punica, il condottiero cartaginese Annibale varcò i Monti Trebulani nel territorio bellonese in località Merculone, in una gola detta "Passo la Colla" tra il Monte Castellone e il Monte Grande, utilizzando una mandria di oltre 2000 buoi con le corna infuocate per mezzo di sterpaglie per mettere in fuga i 4000 soldati nemici romani accampati sulle alture alle spalle di Bellona. Le truppe di Annibale, prima di raggiungere Capua, si fermarono sul suolo bellonese per costruire un ponte che consentisse loro di attraversare il fiume Volturno. Tale ponte (detto appunto "ponte di Annibale" o "ponte Annibale") è stato raso al suolo durante la seconda guerra mondiale e i ruderi sono ancora visibili nelle acque del fiume. Un nuovo ponte è stato quindi edificato dopo la guerra sullo stesso luogo e attualmente collega Bellona con Sant'Angelo in Formis, Capua e Santa Maria Capua Vetere.
Durante il medioevo, i saraceni rasero al suolo l'antica Capua nell'841. I capuani allora si rifugiarono sulla collina di Palombara, nei pressi della frazione Triflisco, fondando la città di Sicopoli. Questo abitato non ebbe vita lunga: fu raso al suolo dai saraceni nell'856 e i suoi abitanti fondarono la moderna Capua sulle rive del Volturno.
Prima del sacco di Capua del 1501, il casale di Bellona venne saccheggiato da Cesare Borgia.
Nel 1734 i casali di Bellona e Vitolaccio furono assediati dalle truppe di Carlo III di Spagna che conquistava il Regno di Napoli, il 22 aprile 1734 gli spagnoli si accamparono a Bellona per controllare il territorio circostante.
Nel 1799 il casale di Bellona venne occupato dalle truppe francesi del generale Championnet prima di attaccare Capua, i cittadini bellonesi furono costretti a subire la violenza e la distruzione causate dall'esercito che mirava alla conquista del Regno di Napoli.
Nel 1860 il territorio di Bellona a ridosso del fiume Volturno, dove si trova la località di Triflisco, fu interessato dalla Battaglia del Volturno tra l'esercito Garibaldino e quello Borbonico, in cui furono coinvolti oltre 50.000 soldati.
Durante il fascismo, il 13 marzo 1928, Bellona e il comune limitrofo di Vitulazio furono riuniti in un'unica municipalità, denominata Villa Volturno, assegnata alla Provincia di Napoli, data la contemporanea soppressione della provincia di Terra di Lavoro. Il 27 aprile 1945, due giorni dopo la liberazione d'Italia dalla Dittatura fascista e dall'occupazione nazista, la città di Villa Volturno venne soppressa e vennero ricostituiti i comuni indipendenti di Bellona e Vitulazio.

### La strage di Bellona del 7 ottobre 1943
Nell'ottobre del 1943, in piena seconda guerra mondiale, i tedeschi, per ostacolare l'avanzata degli alleati, fecero saltare diverse case, distruggendo una consistente parte del centro storico.
In quel periodo un giovane bellonese, accorso alla difesa della sorella, uccise un soldato tedesco e ne ferì un altro. Per rappresaglia, il 7 ottobre 1943 i tedeschi radunarono 150 cittadini nella Chiesa di San Michele Arcangelo, illudendoli di essere stati chiamati per svolgere dei lavori, fucilarono poi 54 uomini inermi nei pressi di una cava di tufo dismessa. Giorni dopo, durante il riconoscimento delle vittime, i familiari di quei Martiri diedero vita ad un'associazione (oggi denominata A.N.F.I.M. Campania) che ancora oggi continua la sua opera di tutela della memoria storica e trasmissione dei valori civili. Oggi in quel luogo sorge un imponente monumento per ricordare i 54 Martiri.
Nel 1997, in riconoscimento del sacrificio di Martiri durante la Resistenza, il Presidente della Repubblica Oscar Luigi Scalfaro promise e conferì motu proprio il 23 aprile 1998 la Medaglia d'oro al valor militare al Comune di Bellona, consegnata al Palazzo del Quirinale (Roma) con una solenne cerimonia il 19 marzo 1999.
Il 21 settembre 2001 il Presidente della Repubblica Carlo Azeglio Ciampi, concesse il titolo di Città.

### Simboli
Lo stemma e il gonfalone sono stati concessi con DPR del 30 ottobre 1992.
Il gonfalone è un drappo d'azzurro, riccamente ornato di ricami d'oro caricato dello stemma comunale, con l'iscrizione centrata della denominazione della Città.

### Onorificenze
Bellona è tra le città decorate al valor militare per la guerra di Liberazione, insignita della medaglia d'oro al valor militare il 23 aprile 1998, per i sacrifici delle sue popolazioni e per la sua attività nella lotta partigiana durante la seconda guerra mondiale.

## Monumenti e luoghi d'interesse

### Architetture religiose
- Chiesa Sancta Jerusalem e Convento di Bellona, eretto sul Monte Rageto (XI secolo)
- Chiesa Arcipretale di San Secondino (XI secolo)
- Chiesa del Santissimo Salvatore (XX secolo)
- Chiesa di San Michele Arcangelo (XVIII secolo)
- Chiesa della Madonna degli Angeli (1005)
- Cappella di San Francesco (1735)
- Cappella della Madonna delle Grazie
- Cappella della Madonna del Carmine
- Cappella di Maria Santissima della Pietà

### Architetture civili

#### Masserie
Nel territorio bellonese è presente un consistente numero di antiche Masserie, molte delle quali nei secoli passati avevano la funzione di luogo di sosta e di ristoro per i numerosi pellegrini della Terra di Lavoro che, a partire dal XVI secolo, si recavano sul Monte Rageto per visitare l'immagine di Maria Santissima di Gerusalemme; alcune di esse infatti sono dotate di cappelle private. Tra le più antiche vi sono:
- Masseria Carpaniello
- Masseria Contessa
- Masseria Fierro
- Masseria Puchetti

- Masseria Ranito
- Masseria Rossi
- Masseria Zeghiarella

#### Il Mandrone
Imponente palazzo nobiliare medievale risalente al 1262, ubicato un tempo nel centro storico in via Nazario Sauro, completamente demolito negli ultimi anni del Novecento. Il palazzo era munito di un ampio cortile interno, stalle per i cavalli, frantoi, aree adibite alla macellazione di animali, residenze della servitù e una grande residenza dei padroni. Sul lato destro dell'edificio era presente anche una torre che serviva a controllare l'attività dei contadini nei terreni circostanti, all'interno della quale una campana scandiva i turni lavorativi nei campi. Oggi al suo posto sorgono numerose abitazioni e la piazza Carusone, ai cui margini si possono osservare ancora resti dei muri perimetrali dell'antico palazzo.

### Architetture militari
- Torre semaforica longobarda
- Resti delle fortificazioni romane a Nord dell'abitato, ai piedi del Monte Grande[12]
- Resti di una fortezza sannitica sul Monte Castellone (detto Callicola dai Romani), al confine con Camigliano e Pontelatone[13]

### Reperti archeologici
- Resti del nucleo urbano di Sicopoli
- Ponte rotto o antico Ponte Annibale, che congiungeva la vecchia Capua a Cales, fatto costruire da Annibale durante la Seconda guerra punica
- Resti di una imponente villa romana visibile del II secolo a.C. denominata "cammarelle delle fate"[14], con un grandioso sistema di raccoglimento delle acque articolato su 22 cisterne ipogee e una grande cisterna esterna al cui interno è stata fondata nell'anno 1005 la chiesa della Madonna degli Angeli.
- Resti del Tempio di Mercurio [15]
- Resti di numerose ville ed edifici rustici di epoca romana nelle località Carpaniello, Casale, Contessa, Ferranzano e San Lorenzo
- Monumento funerario di epoca romana sulla sommità della collina Santa Croce
- Ritrovamenti di una necropoli in località San Pietro

### Aree naturali
- Borgo dei mulini a Triflisco
- Sorgenti di Triflisco
- Collina Palombara
- Monte Rageto
- Vallata Merculone

### Vie e piazze
- La strada principale, detta comunemente corso, intitolata alla Regina Elena.[16]
- Via Cinquantaquattro Martiri, percorsa dalle vittime dell'eccidio nazista di Bellona del 7 ottobre 1943, un tempo chiamata Via Vittoria. Per diversi secoli ha rappresentato la principale arteria cittadina, attraversata anche da Garibaldi e Vittorio Emanuele II nel 1860.
- Piazza Umberto I, la piazza principale che ospita la torre dell'orologio
- Piazza IV Novembre, detta comunemente "In mezzo al pozzo della via","puzzavij", antichissima piazza nel cuore del centro storico
- Piazza Giovanni XXIII, che ospita la Chiesa Arcipretale di San Secondino Vescovo e Confessore
- Piazza Don Milani, che ospita la Villa comunale
- Largo Santella, che ospita la cappella della Madonna delle Grazie

### Mausoleo dei 54 martiri
Monumento-ossario edificato per ricordare l'eccidio dei 54 Martiri di Bellona del 7 ottobre 1943. In quel giorno i nazisti, per rappresaglia contro l'uccisione di un loro soldato, fucilarono 54 persone presso l'allora cava di tufo. Oggi presso quella cava sorge il monumento per onorare le vittime dell'eccidio di Bellona; le lapidi in ricordo dei Martiri sono situate in una fossa profonda circa 10 metri. Una stele riporta un'epigrafe di Benedetto Croce in loro memoria. 
"Anche in questa piccola terra sorge una delle innumeri stele/che in ogni parte d’Europa/segneranno nei secoli il grido/dell’offesa umanità/contro una gente creduta amica/nell’opera del civile avanzamento/e nella quale orrenda si è discoperta/armata di tecnica moderna/la belva primeva. Bellona/in memoria dei 54 suoi cittadini/padri di famiglia giovinetti innocenti/pii sacerdoti/ sotto specie di condurli a lavori/tolti alle loro case/e per delirio di vendette/dalla fredda rabbia tedesca/il giorno 7 ottobre 1943 trucidati/e i corpi gettati nella prossima cava."
(Benedetto Croce)

## Società

### Evoluzione demografica
Abitanti censiti

### Etnie e minoranze straniere
Secondo i dati ISTAT al 1º gennaio 2022 la popolazione straniera residente era di 290 persone e rappresentava il 4,8% della popolazione residente nel territorio del comune. Le nazionalità maggiormente rappresentate in base alla loro percentuale sul totale della popolazione residente erano:
- Romania 66
- Albania 56
- Polonia 36
- Macedonia del Nord 32
- Senegal 14

## Infrastrutture e trasporti

### Ferrovie
Bellona è servita dalla Stazione di Triflisco, situata nella sua frazione comunale Triflisco, ubicata sulla linea Napoli - Piedimonte Matese sulla cui tratta operano i treni gestiti dall'Ente Autonomo Volturno. I treni sebbene passino con una certa regolarità non effettuano ad ogni loro passaggio la fermata alla stazione di Triflisco. La stazione dispone anche di un parcheggio per le auto al suo esterno.

### Trasporto pubblico locale
Bellona è attraversata dalla linea 6 della ex CLP che la collega con i comuni limitrofi di Capua, Vitulazio, Camigliano, Pastorano, Giano Vetusto. Non è presente nessun collegamento diretto con il capoluogo provinciale, Caserta. 
Le fermate della linea autobus sul territorio comunale non sono segnalate, né con segnaletica verticale né orizzontale.

## Economia
Bellona è rinomata nel casertano per la presenza di numerose e qualificate pizzerie specializzate nella preparazione della "pizza gigante di Bellona", notevolmente economica e di grande qualità. Sul territorio bellonese è diffusa la coltivazione dell'olivo e della vite comune dalla quale si producono in particolare il vino pallagrello (sia rosso che bianco) e il vino casavecchia. Entrambi i vini sono ad indicazione geografica tipica.

## Amministrazione
| Periodo           | Periodo          | Primo cittadino        | Partito                                 | Carica                    | Note   |
| ----------------- | ---------------- | ---------------------- | --------------------------------------- | ------------------------- | ------ |
| 29 giugno 1988    | 18 giugno 1991   | Pietro Di Monaco       | Partito Comunista Italiano              | Sindaco                   | [ 21 ] |
| 18 giugno 1991    | 9 settembre 1993 | Osvaldo Carluccio      | Indipendente                            | Sindaco                   | [ 22 ] |
| 14 settembre 1993 | 22 novembre 1993 | Giovanni D'Onofrio     |                                         | Commissario straordinario | [ 23 ] |
| 22 novembre 1993  | 17 novembre 1997 | Osvaldo Carluccio      | Lista civica                            | Sindaco                   | [ 22 ] |
| 17 novembre 1997  | 28 maggio 2002   | Giuseppe Pezzulo       | Liste civiche di centro-destra          | Sindaco                   | [ 24 ] |
| 28 maggio 2002    | 29 maggio 2007   | Giancarlo Della Cioppa | Lista civica                            | Sindaco                   | [ 25 ] |
| 29 maggio 2007    | 6 maggio 2012    | Giancarlo Della Cioppa | Lista civica                            | Sindaco                   | [ 25 ] |
| 8 maggio 2012     | 12 giugno 2017   | Filippo Abbate         | Lista civica: Futuro e Sviluppo         | Sindaco                   | [ 26 ] |
| 12 giugno 2017    | 12 giugno 2022   | Filippo Abbate         | Lista civica: Bellona Futuro e Sviluppo | Sindaco                   | [ 26 ] |
| 12 giugno 2022    | in carica        | Giovanni Sarcinella    | Progetto Bellona                        | Sindaco                   | [ 27 ] |